# Bob Howarth
Robert Howarth, detto Bob (Preston, 20 giugno 1865 – Preston, 20 agosto 1938), è stato un calciatore inglese, di ruolo difensore.

## Carriera

### Club
Howarth cresce calcisticamente nel Preston North End, con cui rimase per otto stagioni vincendo il double nella stagione 1888-1889, conosciuta tra l'altro come la prima annata calcistica al mondo. Nel 1891 si accasa all'Everton, rimanendovi per tre anni collezionando 59 presenze in campionato. Nel 1894 fa ritorno al Preston North End, con cui, nel luglio 1899, conclude la propria carriera agonistica.

### Nazionale
Il 5 febbraio 1887 Howarth marca il proprio debutto con la nazionale inglese, in occasione di una vittoria 7-0 contro l'Irlanda del Nord valida per il Torneo Interbritannico.

## Palmarès

### Club

#### Competizioni nazionali
- Campionato inglese: 1

Preston North End: 1888-1889
- Coppa d'Inghilterra: 1

Preston North End: 1888-1889